# Ewa Partyga
Ewa Partyga – polska teatrolożka, doktor habilitowana nauk humanistycznych.
Absolwentka Uniwersytetu Jagiellońskiego, na którym ukończyła studia teatrologiczne, oraz Uniwersytetu w Bergen, gdzie odbyła studia z zakresu literatury porównawczej, historii sztuki oraz pedagogiki. Doktorat na podstawie rozprawy poświęconej chórowi w dwudziestowiecznym dramacie i teatrze poetyckim, przygotowanej pod kierunkiem Ewy Miodońskiej-Brookes, uzyskała w 2003 na Uniwersytecie Jagiellońskim. W 2017 otrzymała habilitację w Instytucie Sztuki Polskiej Akademii Nauk, przedstawiając rozprawę Ibsenowskie konstelacje.
W Instytucie Sztuki PAN pracuje od 2006 (obecnie na stanowisku profesora instytutu). W latach 2020–2023 była również redaktorką naczelną "Pamiętnika Teatralnego". Prowadzi zajęcia w Akademii Teatralnej im. Aleksandra Zelwerowicza w Warszawie. W przeszłości wykładała także na Uniwersytecie Jagiellońskim, Uniwersytecie Kardynała Stefana Wyszyńskiego oraz Uniwersytecie SWPS. Jej zainteresowania naukowe związane są z historią teatru XIX wieku, komparatystyką oraz dramatem i teatrem skandynawskim. Zajmuje się również przekładaniem dramatów z języka angielskiego i norweskiego.

## Monografie autorskie
- Chór dramatyczny w poszukiwaniu tożsamości teatralnej, Kraków 2004.
- Wiek XIX. Przedstawienia, Warszawa 2016.
- Ibsenowskie konstelacje. Ćwiczenia w patrzeniu i czytaniu, Warszawa 2016.